# Ingenui
Ingenui o ingenuitas (singolare ingenuus), era il termine legale dell'antica Roma che indicava coloro che erano nati liberi, per distinguerli dai liberti, che erano liberi ma che erano stati schiavi.

## Storia
Nell'antica Roma, gli uomini liberi erano o  ingenui o liberti.  Il termine ingenui indicava quegli uomini liberi che erano nati liberi.  Liberti erano quegli uomini che erano stati manomessi dalla schiavitù legale.  Anche se i liberti non erano ingenui, i loro figli erano ingenui.  Un liberto non poteva diventare un ingenuo per adozione.
Se una donna schiava (ancilla) era incinta, e veniva affrancata prima di dare il figlio alla luce, il figlio era nato libero e quindi era ingenuus. Anche in altri casi la legge favoriva la pretesa di una nascita libera e di conseguenza della ingenuitas..
Se la ingenuitas era in discussione, c'era un judicium ingenuitatis, che era un tribunale addetto a determinare lo status reguardo ai diritti patronali.
I termini "ingenuus" e "libertinus" erano spesso usati come opposti l'uno all'altro e il titolo di uomo libero (liber), che comprendeva anche libertinus, era talvolta delimitato con l'aggiunta di ingenuus.  Secondo Cincius, nel suo lavoro sui Comitia, citato da Festo, quelli che al suo tempo erano chiamati ingenui, erano in origine chiamati  patricii, che è interpretato da alcuni studiosi come Carl Wilhelm Göttling che in origine i gentili erano detti anche ingenui, una interpretazione che è messa in discussione.
Altri sostengono che il significato del passaggio sia questo: in origine il termine ingenuus non esisteva, e la parola patricius era sufficiente per indicare un cittadino romano per nascita. Questa posizione si riferisce al tempo quando non c'erano cittadini romani oltre ai patricii e la definizione di ingenuus, se fosse stato in uso, sarebbe stata anche la definizione di patricius. Ma la parola ingenuus fu introdotta, nel significato già detto, successivamente, e fu usata esclusivamente per indicare un cittadino per nascita.  Così nel discorso di Appio Claudio Crasso, lo mette in opposizione a una persona di stirpe patrizia, "Unus Quiritium quilibet, duobus ingenuis ortus." Inoltre la definizione di gentilis data da Scevola mostra che un uomo può essere ingenuus ma non gentilis, per essere il figlio di un liberto e ciò si accorda con Livio. Se Cincio intendeva che la sua proposizione fosse ampia come il termine ci potrebbe far pensare, la proposizione è questa: Tutti gli (ora) ingenui comprendono tutti gli (allora) patricii; che è non vera.
Durante l'impero, l'ingenuitas, o lo Ius Ingenuitatis, potevano essere acquisiti per concessione imperiale; cioè una persona, non ingenua per nascita, poteva divenirlo grazie al potere imperiale.  Un liberto che aveva ottenuto lo  Ius Annulorum Aureorum, era considerato ingenuus; ma ciò non interferiva con i diritti patronali.  Il natalibus restitutio era un decreto con cui il princeps dava al libertinus i diritti e lo status di ingenuus; era una forma di procedimento che implicava la teoria di una libertà originale di tutti gli uomini, che restituiva il libertinus, non allo stato in cui era nato, ma a un supposto stato originale di libertà.  Con questo presupposto il patrono avrebbe perso i suoi diritti patronali come conseguenza necessaria, se il ragionamento fosse stato portato alle conseguenze logiche. Sembra che richieste di verificare la ingenuitas di qualcuno fossero comuni a Roma; che non deve sorprendere, se si considera che vi erano coinvolti i diritti patronali.